# Marcio Pinto Jerosch
Marcio Pinto Jerosch (* 10. November 1977) ist ein ehemaliger brasilianischer Straßenradrennfahrer.
Marcio Pinto Jerosch gewann 2004 drei Etappen bei der Volta Ciclística Internacional de Santa Catarina. Im Jahr darauf gewann er die erste Etappe der Volta Ciclistica Internacional do Paraná und bei der Volta Ciclística Internacional de Santa Catarina war er auf zwei Teilstücken erfolgreich. In der Saison 2007 entschied er mit seinem Team Sales Supermercados/Barbacena erneut zwei Etappen bei der Volta Ciclística Internacional de Santa Catarina für sich.

## Erfolge
2004
- drei Etappen Volta Ciclística Internacional de Santa Catarina

2005
- eine Etappe Volta Ciclistica Internacional do Paraná
- zwei Etappen Volta Ciclística Internacional de Santa Catarina

2007
- zwei Etappen Volta Ciclística Internacional de Santa Catarina